# محمود بودو راش
محمود بودو راش (آلمانی: Mahmoud Bodo Rasch؛ زادهٔ ۱۲ مهٔ ۱۹۴۳) معمار اهل آلمان است.
او در ساخت چترهای بزرگ قابل تبدیل و سازه غشایی تخصص دارد.
او بنیانگذار و مالک سازه‌های ویژه و سبک‌وزن SL Rasch GmbH در لاینفلدن-اشتردینگن، جده، مکه و مدینه است.